# Eucharidema aroensis
Eucharidema aroensis är en fjärilsart som beskrevs av Rothschild 1904. Eucharidema aroensis ingår i släktet Eucharidema och familjen mätare. Inga underarter finns listade i Catalogue of Life.